# Raspinell de Manipur
El raspinell de Manipur (Certhia manipurensis) és una espècie d'ocell de la família dels cèrtids (Certhiidae) que habita a les muntanyes de Myanmar i la zona limítrofa de l'est de l'Índia, nord-oest de Tailàndia, nord de Laos, i nord i centre del Vietnam. El seu nom específic, manipurensis, significa 'de Manipur' en llatí.